# Oringchains
Oringchains là một ban nhạc Rock tại Việt Nam được thành lập bởi Vỹ Vlash và Hưng Xù. Cả Vỹ và Hưng đều là những tay chơi Motor tại Hà Nội và cùng có đam mê với Rock. Ban đầu, Hưng Xù sáng tác ca khúc "Xa" và gửi tham dự cuộc thi Honda Be Unik 2010. Ca khúc này giúp họ đạt giải nhất tại cuộc thi, phần thi ban nhạc. MV của ca khúc này do Vỹ Vlash quay bằng máy du lịch với trình độ dựng phim gần như bằng 0. Sau này, các MV của Oringchains cũng đều do Vỹ Vlash dựng với trình độ chuyên nghiệp tăng rõ rệt.

Oringchains là một ban nhạc trẻ với nhiều với nhiều tìm tòi, sáng tạo trong âm nhạc. Ra đời vào thời điểm nhạc Rock khá rầm rộ tại Việt Nam, nhưng ngay khi mới thành lập, ban nhạc đã tạo được những dấu ấn âm nhạc riêng. Càng về sau, họ càng khẳng định được vị trí của mình khi liên tiếp giành các giải thưởng và được mời tham gia những chương trình lớn.
Hiện Oringchains ổn định với đội hình năm người: Hưng Xù (Bassisit), Vỹ Vlash (Guitarist), Dương Chuối (Keyboardist), Sơn Xì (Vocalist), Linh Sữa (Drummer).

## Thành lập
Oringchains được thành lập vào ngày 21/12/2009 tại Hà Nội. Khởi nguồn là Hưng Xù và Vỹ Vlash, những người mê Motor và chơi Rock nghiệp dư. Sau những sáng tác đầu tay, cả hai có nhu cầu làm video clip và diễn live. Từ đó, ý tưởng về một ban nhạc chơi đủ thể loại, không bị gò bó bởi những quan niệm cổ hủ, cứng nhắc của giới nhạc rock được hình thành và làm nền tảng cho âm nhạc của Oringchains sau này.

Công việc tìm kiếm thành viên cũng bắt đầu dựa trên tiêu chí: anh em thân thiết, cùng đam mê chơi motor, cùng chung quan điểm sống và phong cách chơi Rock. Khó khăn ban đầu là sự lựa chọn giữa việc chơi hai guitar hay một guitar và một keyboard. Cuối cùng, cả Hưng và Vỹ thống nhất chọn Keyboard, và đây có lẽ là quyết định bước ngoặt quan trọng vì sau này chính Dương Chuối trở thành linh hồn của các bản phối mang phong cách Oringchains.

Các thành viên mới lần lượt tham gia là Sơn Xì (em họ của Vỹ), Hòa Tun (bạn học trung học của Hưng) và Dương Chuối (thường chơi nhạc cùng Vỹ trong các chương trình văn nghệ cấp 3).

Cái tên Oringchains cũng bắt nguồn từ đam mê chơi motor của các thành viên. Sau nhiều ý kiến, Hòa Tun xướng lên một cái tên khiến bốn người còn lại đều tán thành. Họ nhận ra sự trùng hợp ngẫu nhiên là cả năm thành viên đều sử dụng xích Oring cho xe của mình. Thế là cái tên Oringchains ra đời, thể hiện sự thống nhất, sự gắn kết không thể tách rời của một chuỗi mắt xích, và là biểu tượng của những lao động nghệ thuật sáng tạo không ngừng nghỉ.

Khẩu hiệu của ban nhạc là "Tuổi trẻ - Sức khỏe - Tình yêu". Điều này thể hiện khá rõ trong lối chơi sáng tạo, mới mẻ, không giống ai của họ. Với album đầu tay Into The O, "Khát vọng" cũng là một chủ đề mà họ muốn đưa vào.

Năm 2010, Hòa Tun rời ban nhạc để đi du học. Để chia tay người Hòa, Oringchains đã cho ra mắt EP Up Side Down. Năm 2011, vị trí trống được thay thế bởi Tùng Acid, một tay trống nghiệp dư và là bạn cấp ba của Hưng Xù. Tuy nhiên, tới năm 2012, một lần nữa, vị trí trống chuyển sang Linh Sữa, phó thủ khoa trống Jazz của Học viện Âm nhạc Quốc gia Việt Nam. Đây cũng đội hình chính thức của Oringchains vào thời điểm hiện tại.

Ngoài khả năng chơi Rock, Oringchains còn có thể tự đạo diễn và dàn dựng video clip. Đầu tiên là clip tham dự cuộc thi Honda Be Unik. Sau gần một năm hoạt động, cho ra mắt EP album dưới dạng DVD với phần quay và dàn dựng của Vỹ Vlash. Họ cũng gây được tiếng vang trong cộng đồng khi dàn dựng clip Mặt trời. Đây là sản phẩm hợp tác giữa 3D Art Studio, Group One & Oringchains Band. Hiện, Vỹ cũng là Art Direction của một Cty đồ họa tại Hà Nội.

## Phong cách
Năm thành viên của Oringchains đều định hướng một dòng nhạc Rock phóng khoáng, không giới hạn nên họ đã thử qua nhiều phong cách từ alternative tới rapcore, rock mixed electro...

Sau một thời gian gắn bó với nhau, họ cùng tìm ra một hướng đi riêng với một dòng nhạc mà ban nhạc gọi vui là Rock Vũ Trụ (Space Rock). Âm nhạc của Oringchains thiên về cảm xúc cá nhân, cảm nhận cá nhân với vũ trụ nơi con người là những thực thể nhỏ bé, cô đơn, lạc lõng và yếu đuối. Dựa trên nền tảng là những câu keyboard, synth mang đậm chất hình ảnh, không gian, Oringchains muốn hướng người nghe cảm nhận những câu chuyện kể ở nhiều giác quan: không chỉ là tai nghe, cảm xúc mà còn là sự cảm nhận về một không gian vô hình tạo nên bởi âm nhạc.

Cùng với việc định hình phong cách này, ban nhạc quyết định cho ra mắt album đầu tiên gồm các bài mới và phối lại các bài cũ theo phong cách Rock Vũ Trụ.

Nét đột phá trong phong cách chơi của Oringchains là hiệu ứng keyboard của Phạm Khánh Dương. Dương vốn học piano tại Học viện Âm nhạc Quốc gia Việt Nam. Là người rất thích Rock nhưng sau một thời gian, tiếng keyboard thông thường không làm Dương thấy thỏa mãn do chưa lột tả được sự dữ dằn của Rock. Khi đó, Dương không tìm thấy hướng đi nên bỏ chơi Rock luôn. Không thể chơi được khi cảm thấy không hài lòng như vậy. Rất may là sau đó, Dương được nghe Infected Mushroom và God is an Astronaut. Hai ban nhạc này đã ảnh hưởng rất lớn tới Dương. Từ đó Dương lao vào mày mò khám phá để cho ra những giai điệu điện tử từ keyboard mà vẫn giữ được tinh thần của Rock!

Oringchains còn rất mạnh dạn khi kết hợp Rock với Dubstep và Rap.

Oringchains hứa hẹn sẽ đưa ra những khám phá âm nhạc khác trong tương lai.

Có thể nói, đây là ban nhạc trẻ đầy sáng tạo.

## Sản phẩm âm nhạc

### EP Up Side Down
Up Side Down là EP đầu tay của Oringchains. Debut vào ngày 16/10/2010, EP được thực hiện trong ba tuần, kịp ra mắt trước khi tay trống Hòa Tun đi du học. Đây là EP dạng DVD, trong đó, các MV đều được Oringchains tự quay bằng dụng cụ không chuyên. Tuy các thành viên chưa thật sự hài lòng với sản phẩm đầu tay, nhưng EP vẫn được đánh giá cao về mặt âm thanh và hình ảnh. EP gồm 5 ca khúc, với số lượng 200 DVD dành tặng cho người hâm mộ.

### Into the O
Ngày 6/6/2014,Oringchains ra mắt album đầu tay mang tên Into The O. Album gồm 11 ca khúc được phối theo phong cách Rock Vũ trụ của họ. Album nhận được sự quan tâm đông đảo trong cộng đồng Rock Việt nhờ chất lượng cũng như cách quảng bá rất thú vị.

## Thành tựu
1. Giải nhất cuộc thi "Honda Be Unik 2010"[1]
2. Giải nhất cuộc thi "Tiger Translate Battle Of The Band 2012" [10]
3. Giải khuyến khích cuộc thi "Yan TV cùng nhau tỏa sáng" [11]
4. Lọt vào bán kết chương trình MTV Asean best band tổ chức tại Malaysia.[12]

## Các tour diễn
Ngoài các mini show, Oringchains đã tham gia nhiều chương trình lớn như RockStorm năm 2011, 2012 và 2013 và Rock Concert 2014